# Eastern Sports Club
Maillots
Actualités
Le Eastern Sports Club (en chinois : 東方體育會足球隊有限公司 / 东方体育会足球队有限公司), plus couramment abrégé en Eastern SC, est un club hongkongais de football fondé en 1932 et basé dans le quartier de Kowloon à Hong Kong.

## Palmarès
| Compétitions nationales |
| --- |
| - Championnat de Hong Kong (5) : - Champion : 1956, 1993, 1994, 1995 et 2016. - Vice-champion : 1987, 1992, 2015, 2017 et 2020. - Coupe de Hong Kong (7) : - Vainqueur : 1984, 1993, 1994, 2014, 2020, 2024 et 2025. - Finaliste : 1995 et 2015. |

## Personnalités du club

### Présidents du club
- Lam Kin Ming

### Entraîneurs du club
| - Bobby Moore (1981 - 1982) - Peter Wong - Tsang Wai Chung - Casemiro Mior (1er juillet 2007 - 27 mai 2008) - Kin Wo Lee (1er juillet 2008 - 30 juin 2009) - Hiu Ming Chan (1er juillet 2008 - 30 juin 2009) - Kin Wo Lee (1er juillet 2009 - 30 septembre 2013) - Cristiano Cordeiro (1er octobre 2013 - 9 juin 2015) | - Ching Kwong Yeung (9 juin 2015 - 7 décembre 2015) - Yuen Ting Chan (8 décembre 2015 - 31 mai 2017) - Man Chun Szeto (1er juin 2017 - 19 janvier 2018) - Kin Wo Lee (20 janvier 2018 - 30 juin 2018) - Yuen Ting Chan (19 juillet 2018 - 4 février 2019) - Chun Yue Wong (4 février 2019 - 13 février 2019) - Andrejs Stolcers (14 février 2019 - 17 juillet 2019) - Chi Kin Lee (17 juillet 2019 - ) |

## Galerie

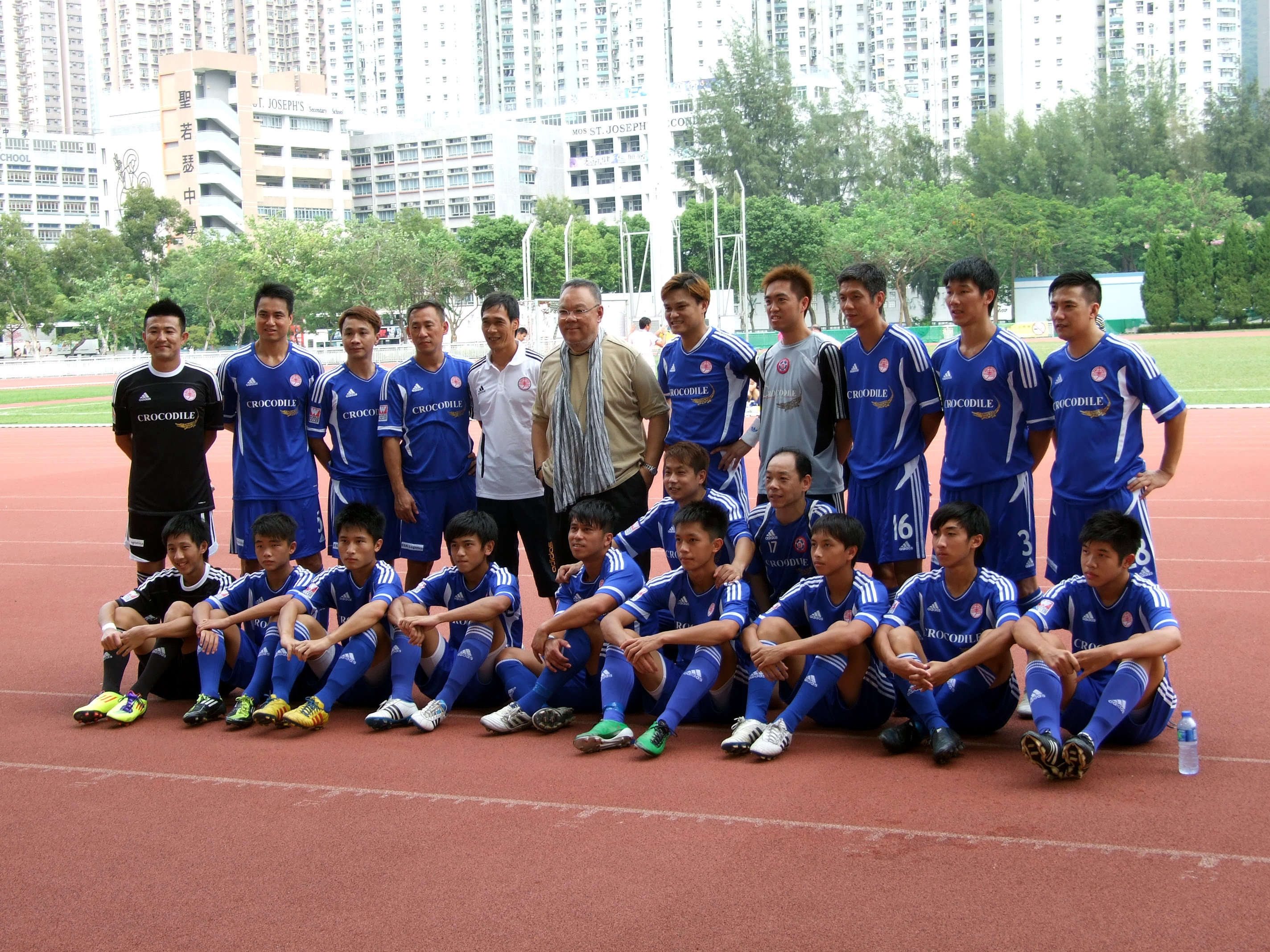
L'équipe du Eastern SC pour la saison 2011/12 (septembre 2011)